# 2004 VX130
2004 VX130, também escrito como 2004 VX130, é um objeto transnetuniano que está localizado no Cinturão de Kuiper, uma região do Sistema Solar. Este corpo celeste é classificado como um plutino, pois, o mesmo está em uma ressonância orbital de 2:3 com o planeta Netuno. Ele possui uma magnitude absoluta de 7,7 e tem um diâmetro estimado com 127 km.

## Descoberta
2004 VX130 foi descoberto no dia 9 de novembro de 2004 pelo Canada-France Ecliptic Plane Survey.

## Órbita
A órbita de 2004 VX130 tem uma excentricidade de 0,206 e possui um semieixo maior de 39,391 UA. O seu periélio leva o mesmo a uma distância de 31,284 UA em relação ao Sol e seu afélio a 47,498 UA.